# Frank Martinus Arion

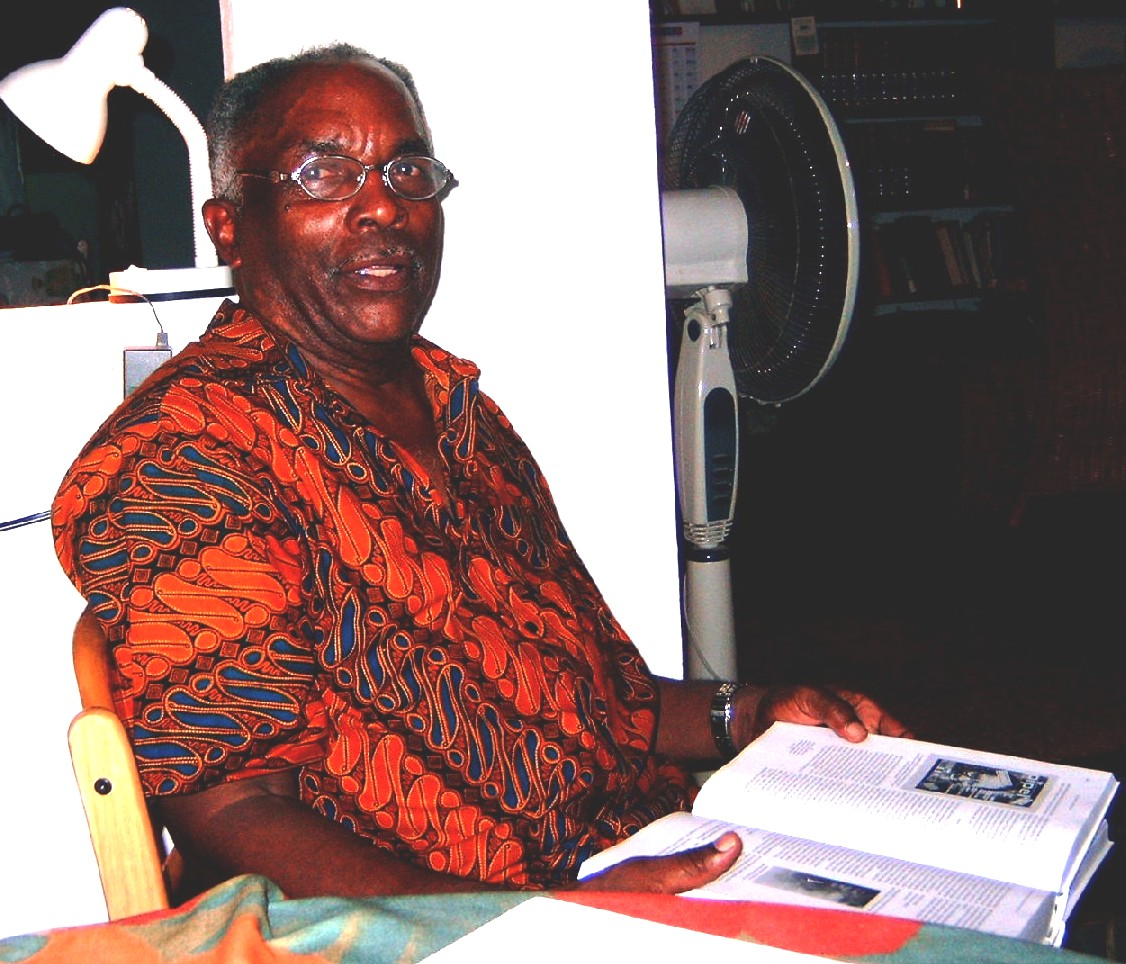
Frank Martinus Arion (2005)

Frank Martinus Arion (* 17. Dezember 1936 in Willemstad, Curaçao; † 28. September 2015 ebenda) war ein niederländischer Schriftsteller, Dichter und Sprachwissenschaftler. Seine Arbeiten verfasste er sowohl in niederländischer Sprache als auch auf Papiamentu. Sein bekanntestes Werk ist der 1973 erschienene Roman Doppeltes Spiel. Des Weiteren ist er für seine Forschung zum Ursprung des Papiamentu und für seinen Einsatz für dessen Gebrauch als Schulsprache bekannt.

## Biografie
Frank Martinus Arion wurde 1936 als Sohn von Minguel Martinus Arion und dessen Frau Marina Jansen in Bona Vista, einem Außenbezirk Willemstads auf der Insel Curaçao geboren. Kurz nach der Geburt zog die Familie nach Aruba, wo der Vater eine Anstellung bei einer lokalen Ölgesellschaft angenommen hatte. Als er vier Jahre alt war, starben Arions Mutter und jüngerer Bruder bei einem Unfall, woraufhin Frank und dessen Schwester zurück nach Curaçao geschickt wurden, wo sie bei wechselnden Verwandten Unterkunft fanden. Bereits zur Grundschulzeit zeigte sich bei ihm schriftstellerisches Talent; im letzten Grundschuljahr gewann er den Neerlandia-Preis für den besten Aufsatz in niederländischer Sprache. Während seiner Schulzeit begann er für sich den Namen Frank Efraim Martinus zu verwenden. Hintergrund war das politische Engagement seines Vaters für die Nationale Volkspartij Curaçaos, das dazu führte, dass der Name „Arion“ vielen Einwohnern der Insel ein Begriff wurde. Mit dem politischen Aktivismus seines Vaters wollte Frank jedoch nicht in Verbindung gebracht werden, seinen ursprünglichen Nachnamen gebrauchte er erst wieder in den 1950er-Jahren für die Veröffentlichung seiner ersten Werke.
Nach seinem Schulabschluss siedelte Arion 1955 in die europäischen Niederlande über, wo er an der Universität Leiden ein Studium in den Fächern Niederländische Sprache und Niederländische Literatur begann. Während seiner Zeit an der Universität gründete er die Studentengemeinschaft Baranka Antilliana, die sich als „Zuflucht“ für Studenten, die wie er selbst von den Niederländischen Antillen stammten, verstand. Des Weiteren schrieb er in diesen Jahren eine Reihe von Gedichten, die 1957 als Sammlung unter dem Titel Stemmen uit Afrika (zu deutsch „Stimmen aus Afrika“) in der Zeitschrift Antilliaanse Cahiers erstmals veröffentlicht wurden. In den 1960er-Jahren war Arion unter anderem als Korrespondent für verschiedene Zeitschriften und als Hauptredakteur des von ihm mitgegründeten Tageblatts Encuentro Antilliano tätig. Des Weiteren hielt er regelmäßige Lesungen im Programm des niederländischen Auslandsrundfunks. Kurz vor Ende seines Studiums brach er dieses ab und kehrte für einige Zeit auf die Niederländischen Antillen zurück, wo er sich mit dem Ursprung der örtlichen Kreolsprache Papiamentu befasste. Die Ergebnisse dieser Forschung veröffentlichte er 1972 unter dem Titel Bibliografie van het Papiamentu. Im Jahr 1971 entschloss er sich, sein Studium doch noch fortzusetzen, und kehrte dazu in die Niederlande zurück. Nach seinem Abschluss fand er eine Anstellung am Institut für Niederlandistik der Universität Amsterdam. Unter dem Eindruck des Arbeiteraufstands von 1969 auf Curaçao begann er in diesem Jahr mit der Arbeit an seinem Debütroman Dubbelspel, in dem er am Beispiel von vier Domino spielenden Männern ein Bild der sich ändernden Gesellschaft und Kultur der Antillen zur damaligen Zeit zeichnet. Durch die Figuren des Romans äußert sich Arion kritisch gegenüber den Aufständischen, denen er indirekt vorwirft, nur zerstören statt gemeinsam etwas aufbauen zu wollen. Der Roman erschien schließlich im Jahr 1973 und wurde ein Jahr später mit dem Lucy B. en C.W. van der Hoogtprijs ausgezeichnet. Das Preisgeld in Höhe von 1000 ƒ spendete Arion für die Bekämpfung der Apartheidspolitik in Südafrika. In der ersten Hälfte der 1970er-Jahre lebte er vornehmlich in Amsterdam, wo er sich in der antillianischen Gemeinde der Stadt engagierte. 1975 veröffentlichte er hier seinen zweiten Roman Afscheid van de koningin (zu deutsch: „Abschied von der Königin“).
1975 ging Arion nach Südamerika, wo er in der grade unabhängig werdenden niederländischen Kolonie Suriname einen Posten als Dozent an einem Institut für die Ausbildung von Lehrern annahm. Hier heiratete er auch seine Frau Trudi Guda, mit der er zwei Kinder zeugen sollte. 1980 verließ die Familie infolge der Machtergreifung Desi Bouterses Suriname und kehrte in Arions Heimat Curaçao zurück. Dort beschäftigte er sich mit der Standardisierung des Papiamentu und begann erneut zu dessen Ursprung zu forschen. Besonders interessierte er sich hierbei für Ähnlichkeiten zwischen Papiamentu und den Varianten des kapverdischen Kreols, die auf den Inseln vor der Westküste Afrikas gesprochen werden. Des Weiteren setzte er sich für die Einführung des Papiamentu als Grundschulsprache auf Curaçao ein, was ihn teils in Konflikt mit den örtlichen Behörden brachte. In diesem Zusammenhang stiftete er 1987 die private Grundschule Skol Humanistiko Erasmo, an der der Unterricht auf Papiamentu gehalten wurde. In dieser Zeit begann Arion sich verstärkt politisch zu engagieren, was 1988 in der Gründung einer eigenen Partei, der Kambio Radical („Radikale Umkehr“, kurz KARA), gipfelte. Die KARA konnte jedoch nie genug Stimmen auf sich vereinen, um einen Sitz im Parlament der Insel zu erreichen.
1996 promovierte Arion an der Universität Amsterdam. Seine Dissertation trug den Titel The Kiss of a Slave. Papiamentu’s West-African Connections und beschäftigte sich mit den Ursprüngen des Papiamentu und anderer Sprachen. Unter anderem stellte er die These auf, dass das Papiamentu stärker als bisher bekannt durch die Geheimsprache Guene beeinflusst worden sei, die von den Plantagensklaven Curaçaos verwendet wurde. Darüber hinaus habe das Guene auch Einfluss auf weitere karibische Sprachen und sogar auf die englische und niederländische Sprache genommen.
Frank Martinus Arion verstarb 2015 nach kurzer Krankheit in seiner Heimatstadt Willemstad.

## Orden von Oranien-Nassau
1992 verlieh ihm der niederländische Staat den Orden von Oranien-Nassau im Rang eines Ritters. Arion behielt diese Auszeichnung bis zum Jahr 2008, als er den Orden aus Protest gegen die Politik der Regierung von Ministerpräsident Jan Peter Balkenende zurückgab. Hintergrund war die Absicht der Regierung, den Abbau der Verschuldung der Niederländischen Antillen an einen gleichzeitigen Abbau der politischen Selbstverwaltung der Inseln knüpfen zu wollen. Ein Vorgang, den Arion als „demütigend und beleidigend“ bezeichnete. Des Weiteren stellte er die „Freundschaft“ zwischen den Niederlanden und den Niederländischen Antillen in Frage und sprach sich für eine Unabhängigkeit der Antillen für den Fall aus, dass die Pläne umgesetzt werden sollten.

## Werk
- Stemmen uit Afrika. In: Antilliaanse Cahiers. Nr. 3. De Bezige Bij, Amsterdam 1957, ISBN 978-90-70086-23-7. (Gedichtsammlung)
- Bibliografie van het Papiamentu. Willemstad 1972.
- Dubbelspeel. De Bezige Bij, Amsterdam 1973, ISBN 978-90-234-9839-1. Deutsche Ausgabe: Doppeltes Spiel. Peter Hammer, 1982, ISBN 978-3-87294-194-7.
- Sisyphiliaans alpinisme tegen miten. In: Schrijverscyclus Bzztôh Teater. Nr. 41. Bzztôh Teater, Amsterdam 1974.
- Afscheid van de koningin. De Bezige Bij, Amsterdam 1975, ISBN 978-90-234-0515-3.
- Instituut voor de Opleiding van Leraren (Hrsg.): Albert Helman, de eenzame jager. Geniet, Paramaribo 1977.
- Nobele wilden. De Bezige Bij, Amsterdam 1979, ISBN 978-90-234-0682-2.
- De ibismensmuis. De Bezige Bij, Amsterdam 1993, ISBN 978-99904-65-02-0.
- De laatste vrijheid. De Bezige Bij, Amsterdam 1995, ISBN 978-90-234-3429-0.
- Universiteit van Amsterdam (Hrsg.): The Kiss of a Slave. Papiamentu’s West-African Connections. Amsterdam 1996, ISBN 978-99904-0-569-9. (Dissertation)
- De eeuwige hond. De Bezige Bij, Amsterdam 2001, ISBN 978-90-234-0028-8.
- Eén ding is droevig. De Bezige Bij, Amsterdam 2005, ISBN 978-90-806916-5-0.
- De deserteurs. De Bezige Bij, Amsterdam 2006, ISBN 978-90-234-1494-0.
- Intimiteiten van het schrijven. De Bezige Bij, Amsterdam 2009, ISBN 978-90-234-2881-7. (Essaysammlung)
- Heimwee en de ruïne. De Bezige Bij, Amsterdam 2013, ISBN 978-90-234-8293-2. (Gedichtsammlung)